# Р-31
Р-31 (Індекс ГРАУ ВМФ: 3М17, за класифікацією МО США та НАТО: SS-N-17 Snipe) — радянська двоступінчаста твердопаливна балістична ракета підводних човнів, яка у складі ракетного комплексу Д-11 призначалася для озброєння атомних підводних човнів проєкту 667АМ «Навага-М» ВМФ СРСР.
10 червня 1971 року вийшла Постанова Ради Міністрів СРСР № 374-117 про створення комплексу Д-11 для переозброєння ПЧАРБ проєкту 667А. 10 серпня 1971 року видано замовником тактико-технічне завдання на розробку комплексу і ракети. Перший етап випробувань — пуски випробувальних реактивних снарядів — кидкових макетів — з стенда ПС-5М, що занурюється, почалися 22 квітня 1972 року в Балаклаві. Всього було виконано 12 пусків.
22 грудня 1976 року стався перший успішний пуск із підводного човна К-140. Прийнята ракета на озброєння у 1980 році. Випробування показали високу швидкострільність комплексу та деякі переваги при підготовці до стрільби: залп усіх 12 ракет займав близько хвилини, передстартова підготовка займала близько трьох хвилин, при цьому старт відбувався із «сухих» шахт за допомогою порохових акумуляторів, що виключало демаструючі звуки при заповненні ракетних шахт водою. Проект був визнаний дуже перспективним, але в серію не пішов. Цими ракетами, як експеримент, був озброєний один корабель, К-140.
Усього було вироблено 36 ракет Р-31. 20 з них було випущено під час випробувань та 5 ракетних стрільб у 1976—1988 роках. Інші 16 ракет були утилізовані восени 1990 шляхом відстрілу. При цьому 10 ракет успішно запустили, а 6 у зв'язку з різними неполадками було знищено на березі.